# Oxytropis adenophylla
Oxytropis adenophylla är en ärtväxtart som beskrevs av Mikhail Grigoríevič Popov. Oxytropis adenophylla ingår i släktet klovedlar, och familjen ärtväxter. Inga underarter finns listade i Catalogue of Life.